# Dinah Sheridan
Dinah Sheridan (17 de septiembre de 1920 - 25 de noviembre de 2012) fue una actriz británica de cine, teatro y televisión más conocida por sus papeles en comedias. Participó en películas a partir de la década de 1930, incluyendo Genevieve (1953) y The Railway Children (1970); actuó además en televisión, incluyendo una presentación en la sitcom de larga duración Don't Wait Up durante la década de 1980.
Sheridan nació como Dinah Nadyejda Ginsburg en el suburbio de Hampstead Garden y sus padres fueron Charlotte Lisa (née Everth; 1893-1966) y James Ginsburg (1893-1958).

## Filmografía
| - Give My Heart (1935) - Father Steps Out (1937) - Landslide (1937), Dinah Shaw - Behind Your Back (1937) - Merely Mr. Hawkins (1938) - Irish and Proud of It (1938) - Full Speed Ahead (1940) - Salute John Citizen (1942) - Get Cracking (1943) - Murder in Reverse (1945) - 29 Acacia Avenue (1945), Pepper - For You Alone (1945), Stella White - The Hills of Donegal (1947) - The Story of Shirley York (1948), Shirley York | - Calling Paul Temple (1948) - The Huggetts Abroad (1949) - Dark Secret (1949) - Paul Temple's Triumph (1950) - No Trace (1950) - Blackout (1950) - Where No Vultures Fly (1951) - The Sound Barrier (1952), Jess Peel - Appointment in London (1952), Eve Canyon - The Story of Gilbert and Sullivan (1953), Grace Marston - Genevieve (1953), Wendy McKim - The Railway Children (1970), Mrs. Waterbury - The Mirror Crack'd (1980) |